# ألبرتو بيلسو
ألبرتو بيلسو (الإسبانية: Alberto Belsué)؛ (2 مارس 1968 — ) هو لاعب كرة قدم، من مواليد مدينة بيسكاس ‏، يلعب في مركز مدافع.

## وصلات خارجية
- ألبرتو بيلسو على موقع الاتحاد الدولي (مؤرشف)  (الإنجليزية)
- ألبرتو بيلسو على موقع الاتحاد الأوربي (الإنجليزية)
- ألبرتو بيلسو على موقع قاعدة بيانات كرة القدم.إي يو (الإنجليزية)
- ألبرتو بيلسو على موقع ناشيونال فوتبول تيمز (الإنجليزية)
- ألبرتو بيلسو على موقع عالم كرة القدم.نت (الإنجليزية)